# 1251 Hedera
1251 Hedera (1933 BE) là một tiểu hành tinh vành đai chính được phát hiện ngày 25 tháng 1 năm 1933 bởi Reinmuth, K. ở Heidelberg.